# Battaglia di Košare
La battaglia di Košare, avvenuta tra il 9 aprile e il 14 giugno 1999, è stata uno scontro significativo durante la guerra del Kosovo, che si è svolto tra la Jugoslavia e l'esercito albanese insieme con l'UÇK, ampiamente supportati da forze aeree della NATO. Questo conflitto ha rappresentato uno dei momenti chiave dei conflitti nei Balcani negli anni '90.
La battaglia si è svolta su una linea di demarcazione lungo il confine tra l'Albania e la Jugoslavia, nella regione del Kosovo, in particolare nelle vicinanze del valico di frontiera di Košare. Le forze armate della Jugoslavia, composte da soldati serbi e montenegrini dell'esercito jugoslavo e forze speciali affiancati da paramilitari, hanno difeso questa posizione contro le forze armate albanesi e l'UÇK.
Durante il conflitto, le forze della NATO hanno bombardato le posizioni jugoslave per cercare di liberare il Kosovo dall'amministrazione serba. La battaglia di Košare ha visto combattimenti intensi e ha avuto un grande impatto sulle forze jugoslave, contribuendo al crollo della resistenza serba e alla successiva liberazione del Kosovo.
Questo scontro, insieme ad altri eventi durante la guerra, ha portato a un cambiamento significativo nella geopolitica della regione e ha influito sulla successiva situazione in Kosovo, che ha dichiarato la propria indipendenza nel 2008.